# Hoskuld Hoskuldsson
Hoskuld Hoskuldsson (1465-1470 – Bergen, 1537-1538) è stato un vescovo cattolico norvegese, ultimo vescovo cattolico di Stavanger, dal 1513 all'avvento della Riforma protestante ed anche membro del Riksråd.

## Biografia

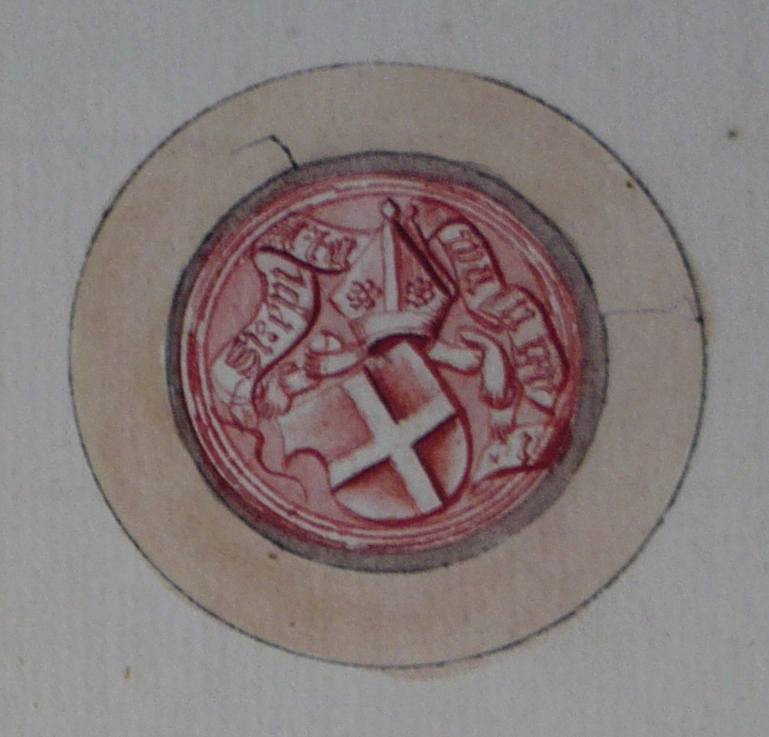
Sigillo of Hoskuld Hoskuldsson del 1524.
Disegno tratto da Terkel Klevenfeldt (1710 – 1777), Archivio Nazionale Danese, Copenhagen, Klevenfeldt Private Collecion, Packet 50.

Si ritiene che fosse un membro della piccola nobiltà locale di Ryfylke in Norvegia, perché i suoi scritti conosciuti contengono parole e frasi del dialetto locale. Iscritto nel 1491 presso l'Università di Rostock, in Germania, si laureò due anni più tardi ottenendo il diploma di Magister; successivamente divenne arcidiacono presso il capitolo della cattedrale di Stavanger. Fu nominato vescovo di Stavanger nel 1513 e consacrato a Roma il 19 giugno dello stesso anno. Per il resto della sua vita usò una croce come il sigillo personale, con alcune varianti, per firmare i documenti della sua diocesi e il Consiglio del Regno (Riksråd).

### Disputa con l'abate del Monastero di Utstein
Fin dall'inizio del suo mandato Hoskuld entrò in conflitto con l'abate di Utstein. Nel 1515 l'abate, Henrik di Utstein, si lamentò con Cristiano II, re di Danimarca e Norvegia, riguardo al modo con cui il vescovo trattava lui e il suo monastero.